# Кисьмесь
Кисьмесь (тат. Кесмәс) — река в Арском районе Республики Татарстан (Россия), левый приток Казанки. В нижнем течении Кисьмеси созданы пруды Арского рыбхоза.

## Описание
Исток реки расположен в 5 км к северу-востоку от села Новое Ключище (абсолютная высота 180 м), впадает в Казанку восточнее города Арска (абс. высота 89 м). Длина — 37 км, площадь водосбора составляет 312 км², лесистость водосбора — 15 %.
Река имеет 19 притоков длиной от 0,7 до 8,9 км. Густота речной сети — 0,41 км/км². Средний многолетний меженный расход воды в устье — 0,45 м³/с.
Питание смешанное, с преобладанием снегового. Гидрологический режим характеризуется высоким половодьем и очень низкой меженью. Средний многолетний слой годового стока в бассейн — 143 мм, слой стока половодья — 102 мм. Весеннее половодье начинается в первой декаде апреля; ледостав образуется в начале ноября.
Вода мягкая (1,5—3 мг-экв/л) весной и жёсткая (6—9 мг-экв/л) зимой и летом. Общая минерализация — 200—300 мг/л весной и 700—1000 мг/л зимой и летом.
Вдоль русла реки расположены населённые пункты (от истока к устью): Новое Ключище, Починок-Поник, Ташкич, Сиза, Мурали, Сикертан, Казаклар, Старый Муй, Старая Масра, Верхняя Корса, Средняя Корса.

## Охрана
В 1991 году на левом склоне долины реки к северо-востоку от деревни Средняя Корса была выделена особо охраняемая природная территория «Корсинская колония серой цапли».
В соответствии с Постановлением Кабинета Министров Республики Татарстан от 13 октября 2000 г. № 730 территорию в 941 гектар вдоль всего русла Кисьмеси в перспективе планируется выделить в отдельную особо охраняемую зону.